# Jagodzin (województwo dolnośląskie)
Jagodzin (do roku 1945 niem. Neuhammer Oberlausitz) – wieś w Polsce, położona w województwie dolnośląskim, w powiecie zgorzeleckim, w gminie Węgliniec.

## Podział administracyjny
| SIMC    | Nazwa    | Rodzaj    |
| ------- | -------- | --------- |
| 0192962 | Kieszków | część wsi |
| 0192979 | Kuźnica  | część wsi |
| 0192985 | Łężek    | część wsi |
| 0192991 | Piaski   | część wsi |

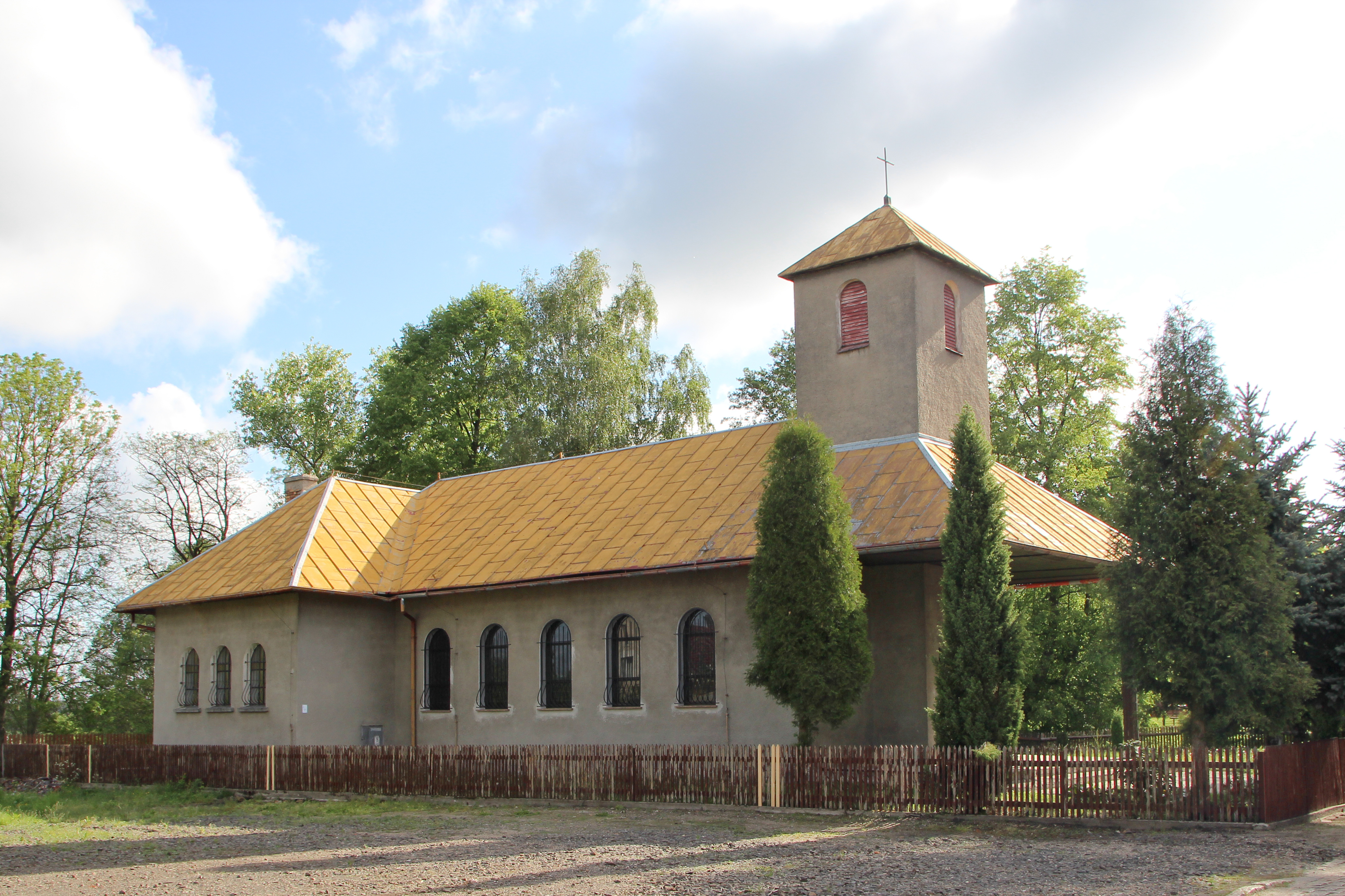
Kościół w Jagodzinie

W latach 1954–1959 wieś należała i była siedzibą władz gromady Jagodzin, po jej zniesieniu w gromadzie Ruszów. W latach 1975–1998 miejscowość administracyjnie należała do województwa jeleniogórskiego.

## Demografia
Według danych z roku 2009 miejscowość liczyła 418 mieszkańców. Narodowy Spis Powszechny (III 2011 r.) wykazał natomiast 401 mieszkańców. Jest czwartą co do wielkości miejscowością gminy Węgliniec.

## Położenie
Jagodzin leży w Borach Dolnośląskich nad rzeką Czerną Małą, na skrzyżowaniu dróg DW296 i DW351.

## Historia
Wieś powstała w XV wieku jako osada górnicza, początkowo była własnością rodu von Penzig z Pieńska W latach 1491–1492 przeszła w posiadanie rady miejskiej Zgorzelca. W 1755 zamknięto miejscową hutę żelaza. W kwietniu 1945 okolice wsi były miejscem koncentracji wojsk, głównie sił pancernych: niemieckich (21 Dywizja Pancerna) i polskich (4 Drezdeńska Brygada Pancerna). W tym okresie we wsi mieścił się sztab 2 Armii Wojska Polskiego pod dowództwem gen. Karola Świerczewskiego.